# Estrecho de Mícala
El estrecho de Mícala (en griego: Στενό της Μυκάλης) es un estrecho del mar Egeo que separa la isla de Samos de la península de Anatolia, justo en los límites entre Grecia y Turquía. En su punto más estrecho tiene tan solo 1,6 km de ancho, más estrecho que entre cualquier isla del Egeo y la Turquía asiática. Lleva el nombre del cercano monte Mícala localizado en la Turquía continental.